# Johannes van Staden
Johannes van Staden (Oudtshoorn, 12 oktober 1939) is een Zuid-Afrikaanse botanicus. 
In 1960 behaalde hij zijn Bachelor of Science aan de Universiteit Stellenbosch in  botanie, zoölogie, bacteriologie, chemie en fysica. In 1964 behaalde hij zijn Master of Science aan deze universiteit in de botanie. In 1970 promoveerde hij in de botanie aan de Universiteit van Natal. 
Tussen 1963 en 1966 was Van Staden docent in de botanie aan Universiteit van Wes-Kaapland. In 1965 bekleedde hij dezelfde functie aan de Universiteit Stellenbosch. Tussen 1967 en 1972 had hij deze functie aan de Universiteit van Natal. Tussen 1972 en 1975 was hij universitair docent aan deze universiteit. Tussen 1976 en 1983 was hij associate professor aan deze universiteit. In 1979 en 1980 was hij onderzoeksmedewerker bij de Hebrew University of Jerusalem. Tussen 1984 en 1986 was hij ad hominem professor aan de Universiteit van Natal. Tussen 1987 en 1998 was hij hoogleraar en hoofd van de afdeling botanie aan deze universiteit. Tussen 1999 en 2003 was hij hoogleraar in de botanie en directeur van het Research Centre for Plant Growth and Development in Pietermaritzburg. Vanaf 2004 is hij er uitsluitend directeur. Tussen 2003 en 2006 was hij gastonderzoeker aan de Københavns Universitet. 
Van Staden houdt zich bezig met onderzoek op het gebied van plantenfysiologie waaronder fytohormonen, weefselkweek, secundaire plantenstoffen, ontkieming van zaden, wortelvorming, de ontwikkeling van bloemen, de ontwikkeling van vruchten en veroudering van planten. Daarnaast houdt hij zich bezig met onderzoek op het gebied van de biotechnologie en moleculaire biologie met betrekking tot bosbouw, tuinbouw en de veredeling, bescherming en cultivatie van planten die van nature voorkomen in Zuid-Afrika. Tevens doet hij onderzoek naar de isolatie en identificatie van secundaire plantenstoffen met mogelijke geneeskrachtige werking bij met name planten uit Zuid-Afrika. Ook doet hij onderzoek op het gebied van de etnobotanie.  
Volgens 'ISIHighlyCited.com' behoort Van Staden tot de meest geciteerde wetenschappers op het gebied van de plant- en dierwetenschappen.